# Privé (Zone Stad)
Privé is de 78ste aflevering van de televisieserie Zone Stad. De aflevering wordt in Vlaanderen voor het eerst uitgezonden op 23 mei 2011.

## Verhaal
Eva Nijs, de zus van 'Ruige' Ronny, werd brutaal verkracht en voor dood achtergelaten. Inspecteur Fien Bosvoorde botst tijdens het onderzoek op niemand minder dan haar eigen vader, die er blijkbaar een geheime relatie met Eva op nahield. Hoewel ze haar vader betrapt op de ene leugen na de andere, blijft ze in zijn onschuld geloven. Wanneer Eva niet veel later in het ziekenhuis vermoord wordt, gaat Ronny door het lint en slaat hij Jean-Yves Bosvoorde in elkaar. 
Later, wanneer hij het appartement van zijn zus opruimt, komt Ronny oog in oog te staan met de dader en ontstaat er een gevecht op leven en dood. Tom en Fien snellen hun vriend te hulp, maar wanneer Tom de belager wil uitschakelen, schiet hij per ongeluk Ronny neer. Hij is op slag dood. Na dit drama zit Tom in zak en as en besluit hij ontslag te nemen.

## Gastrollen
- Tom Van Landuyt - 'Ruige' Ronny Nijs
- Guido De Craene - Mark Lathouwers
- Gene Bervoets - Jean-Yves Bosvoorde
- Jos Geens - Kristof Van Maercke
- Greg Timmermans - Benno Robrecht
- Mark Tijsmans - Karel Moerman
- Barbara Sarafian - Inge Daems
- Patrick Vervueren - Ray Segers
- Jelle Van Limburg - Tom Segers (5 jaar)

## Trivia
Dit is de laatste aflevering met Tom Van Landuyt in de rol van 'Ruige' Ronny Nijs.